# (3536) Schleicher
(3536) Schleicher (1981 EV20) – planetoida z pasa głównego asteroid okrążająca Słońce w ciągu 3,59 lat w średniej odległości 2,34 j.a. Odkrył ją Schelte Bus 2 marca 1981 roku.